# Andrei Eșanu
Andrei Eșanu (n. 16 iulie 1948, Sculeni, URSS) este un istoric (doctor habilitat în istorie), scriitor, profesor cercetător, membru titular al Academiei de Științe a Moldovei (2007), membru de onoare al Academiei Române din 2011.

## Biografie
Andrei Eșanu s-a născut pe 16 iulie 1948, în satul Sculeni, raionul Ungheni, RSS Moldovenească, URSS. A făcut studii la facultatea de istorie a Universității de Stat din Chișinău. A lucrat aproape un an ca învățător de istorie, după care a fost angajat, în 1972, la Institutul de Istorie al AȘM.
Pasionat de istoria culturii și civilizației medievale și moderne din Sud-Estul și Estul Europei, savantul a efectuat cercetări în domenii precum istoria politică și relațiile internaționale, istoria militară a Țării Moldovei (sec. XIV–XIX); a analizat probleme de istorie și civilizație urbană medievală și modernă; probleme de istorie și cultură ecleziastică și spiritualitate; a scris studii despre mari personalități și centre de cultură ale Moldovei.
Prima problemă științifică, la rezolvarea căreia a contribuit, este cea legată de istoria învățământului, literatura didactică și răspândirea științei de carte în Moldova în sec. XV-XVIII. A scris circa 30 de lucrări la acest subiect, pritre care două monografii: Școala și învățământul în Moldova (sec. XV - încep. sec. XVIII), apărută la editura „Știința” din Chișinău în 1982, și Din vremuri copleșite de greutăți, publicată de editura „Universitas” din Chișinău în 1991.
Un alt bloc de probleme, care l-a preocupat de Andrei Eșanu, este istoria cărții tipărite și manuscrise. La acest capitol au fost scrise o serie de lucrări, printre care și o monografie Dimitrie Cantemir. „Descrierea Moldovei”. Manuscrise și ediții, tipărită la editura „Știința” din Chișinău în 1987. Alt grup de lucrări ale omului de știință este legat de istoriografia medievală a gândirii social-politice în Moldova medievală. Mai multe lucrări din acest bloc sunt consacrate în special operei și activității cărturărești ale unor personalități ale culturii medievale moldovenești: Grigore Ureche, Nicolae Milescu, Dimitrie Cantemir ș.a.
În 1994, savantul și-a pierdut vederea. Din 1996, aproape toate lucrările științifice editate de Andrei Eșanu au fost elaborate în colaborare cu soția sa Valentina Eșanu. Academicianul a prezentat rapoarte și comunicări la circa 200 de forumuri științifice internaționale și naționale din RM și de peste hotare. Participă activ la viața științifică și culturală, fiind președinte al seminarului teoretic de la Institutul de Istorie, Stat și Drept (din 2003), membru al Comisiei de Experți pentru conferirea gradelor științifice și didactice a Comisiei Superioare de Atestare a RM. A fondat direcțiile de cercetare a culturii medievale, a istoriei științei și tehnicii la Institutul de Istorie al AȘM, laboratorul de cercetare a istoriei culturii la Universitatea de Stat din Moldova. Este membru al colegiilor de redacție al revistei „Destin Românesc” (București–Chișinău), „Revista de Istorie a Moldovei” (Chișinău), „Codrul Cosminului” (Suceava), al revistei „Limba Română” (Chișinău), al „Revistei Istorice” (București) și a „Studii și Materiale de Istorie Modernă” (București).  A fost ales membru asociat al Institutului de Genealogie și Heraldică (Academia Română, Iași, 2000) și membru de onoare  Institutului de Studii Sud Est Europene al Academiei Române (București).
Andrei Eșanu predă cursuri de bază la Facultatea de istorie a Universității de Stat și Universitatea „Ion Creangă” din Chișinău (1991-1994), la Institutul de perfecționare a cadrelor didactice din Chișinău, în fața învățătorilor din republică. A contribuit la reactivarea învățământului teologic în Republica Moldova, ținând prelegeri la Seminarul Teologic din Chițcani, la Facultatea de Teologie a Universității din Chișinău (până în 1993) și la Academia Teologică din Chișinău (1993-1994).
În 2010, Andrei Eșanu a fost inclus în Comisia pentru studierea și aprecierea regimului comunist totalitar din Republica Moldova, în urma unui decret al Președintelui Mihai Ghimpu.
Este căsătorit cu Valentina; împreună au crescut trei copii: Ștefan, absolvent al Academiei de Muzică, Teatru și Arte Plastice, Facultatea Arte Plastice, și profesor la aceeași universitate, Mircea și Ionuț. Ștefan Eșanu a participat la pictarea catedralei „Nașterea Domnului” din Chișinău.

## Publicații
Andrei Eșanu a publicat peste 500 de lucrări, inclusiv 46 cărti printre care:
- Школа и просвещение в Молдавии (XV- начало  XVIII  в.), Кишинев, 1983
- Dimitrie Cantemir. „Descrierea Moldovei”. Manuscrise și ediții, Chișinău (1987)
- Istoria învățământului și a gândirii pedagogice în Moldova, Chișinău (vol. I, 1991)
- Din vremuri copleșite de greutăți. Schițe din istoria culturii medievale din Moldova, Chișinău  (1991)
- Cultură și civilizație medievală românească (Din Evul Mediu timpuriu până în secolul al XVII-lea), Chișinău  (1996)
- Contribuții la istoria culturii românești (Moldova medievală), București (1997)
- Chișinău. File de istorie, Chișinău (1998)
- Axinte Uricariul. Letopisețul Țării Moldovei (1711-1715), Chișinău  (1999)
- Ioan Canta. Letopisețul Țării Moldovei (1741-1769), Chișinău  (1999)
- Vlaicu Pârcălab – unchiul lui Ștefan cel Mare, Chișinău  (2001)
- Moldova medievală. Structuri administrative, militare și ecleziastice, Chișinău (2001)
- Mănăstirea Căpriana (sec. XV–XX). Studiu istoric, documente, cărți, inscripții și alte materiale , Chișinău (2003, în colab., coord. și autor)
- Epoca lui Ștefan cel Mare. Oameni, destine, fapte, București (2004)
- „Descrierea Moldovei” de Dimitrie Cantemir în cultura europeană, Chișinău (2004)
- Demitrii Cantemerii, Principis Moldaviae. Descriptio antigui et hodierni status Moldaviae / Dimitrie Cantemir, principele Moldovei, Descrierea stării de odinioară și de astăzi a Moldovei. Studiu introductiv, notă asupra ediției și note de Valentina Eșanu și Andrei Eșanu. Traducere din limba latină și indici de Dan Slușanschi. Vol. I-II, București, Institutul Cultural Român (2006-2007)
- Bogdan al II-lea și Maria-Oltea - părinții lui Ștefan cel Mare, Chișinău (2007)
- Dinastia Cantemireștilor, sec. XVII-XVIII, Chișinău (2008, coord., autor, în colaborare)
- Neamul Cantemireștilor. Bibliografie, Chișinău (2010, în colaborare)
- Mănăstirea Voroneț. Istorie. Cultură. Spiritualitate, Chișinău (2010)
- Moștenirea culturală a Cantemireștilor, Chișinău (2010)
- Дмитрий Кантемир. Описание Молдавии, Санкт-Петербург (2011, în colaborare)
- Mănăstiri și schituri din Republica Moldova, Chișinău  (2013, coord., autor, în colaborare)
- Cultural universe in Moldavia (XV-XIX). Stusies / Univers cultural în Moldova (sec. XV-XIX). Studii, Chișinău  (2013)
- „Fosta-au acest Ștefan Vodă ...”, Nuvelă, Chișinău (2014)
- Dimitrie Cantemir. Cuvânt Panegirigesc de laudă Marelui Mucenic Dimitrie din Tesalonic ... 1719 / Слово Панегирическое  в похвалу Великомученику Димитрия Фессалонитскаго ... 1719, Iași (2017)
- Viața și faptele Mitropolitului Grigorie Roșca (1478-1570), Iași (2017)
- Dimitrie Cantemir. Despre numele Moldaviei: în vechime și azi. Istoria moldo-vlachică. Viața lui Constantin Cantemir. Descrierea stării Moldaviei: în vechime și azi. Editarea textului latinesc, aparatul critic, și indicii Florentina Nicolae. Traducere din limba latină Ioana Costa. Studiu introductiv Andrei Eșanu, Valentina Eșanu,  București (2017)
- Lumina cărții la români. Studii, București-Brăila (2018)
- Demitrii Cantemerii. Descrierea stării de odinioară și de astăzi a Moldovei. Studiu introductiv, note și iconografie de Andrei și Valentina Eșanu. Traducere din limba latină și indici de Dan Slușanschi,Chișinău (2019
- Mănăstirea Căpriana cu Schutul Condrița (sec. XV - încep. sec. XXI),Chișinău (2019, în  colab., coord. și autor)
- Cantemiriana. Noi contribuții. Chișinău (2021)
- Pomelnicul Mănăstirii  Voroneț, București (2021, 2023)
- Chișinăul de altădată, 1436-1812, Chișinău ( 2021)
- Retrospecții istorice româno-ruse, Chișinău (2021)
- Dimitrie Cantemir. OPERE, Despre numele antice și de astăzi ale Moldovei. Istoria moldo-vlahică. Viața lui Constantin Cantemir, supranumit cel Bătrân, domnul Moldovei. Ediție îngrijită, studii introductive și indici de Andrei și Valentina EȘANU. Traduceri din limba latină de Dan Slușanschi,S (Chișinău, 2023)

Din 2001 volumele publicate le semnează cu Valentina Eșanu.

## Premii și distincții
Printre premiile și distincțiile primite de Eșanu se numără:
- Premiul Prezidiului Academiei de Științe  a Moldovei (1991, 1996, 1998, 2004, 2014, 2018, 2022)
- Premiul de Stat al Republicii Moldova (1994, 2001)
- Titlul Onorific „Om emerit” (2001)
- Ordinul „Gloria Muncii” (1996)[8]
- Premiul Academiei Române (1998, 2010)
- Ordinul Republicii (2010)[9]